# Push-back

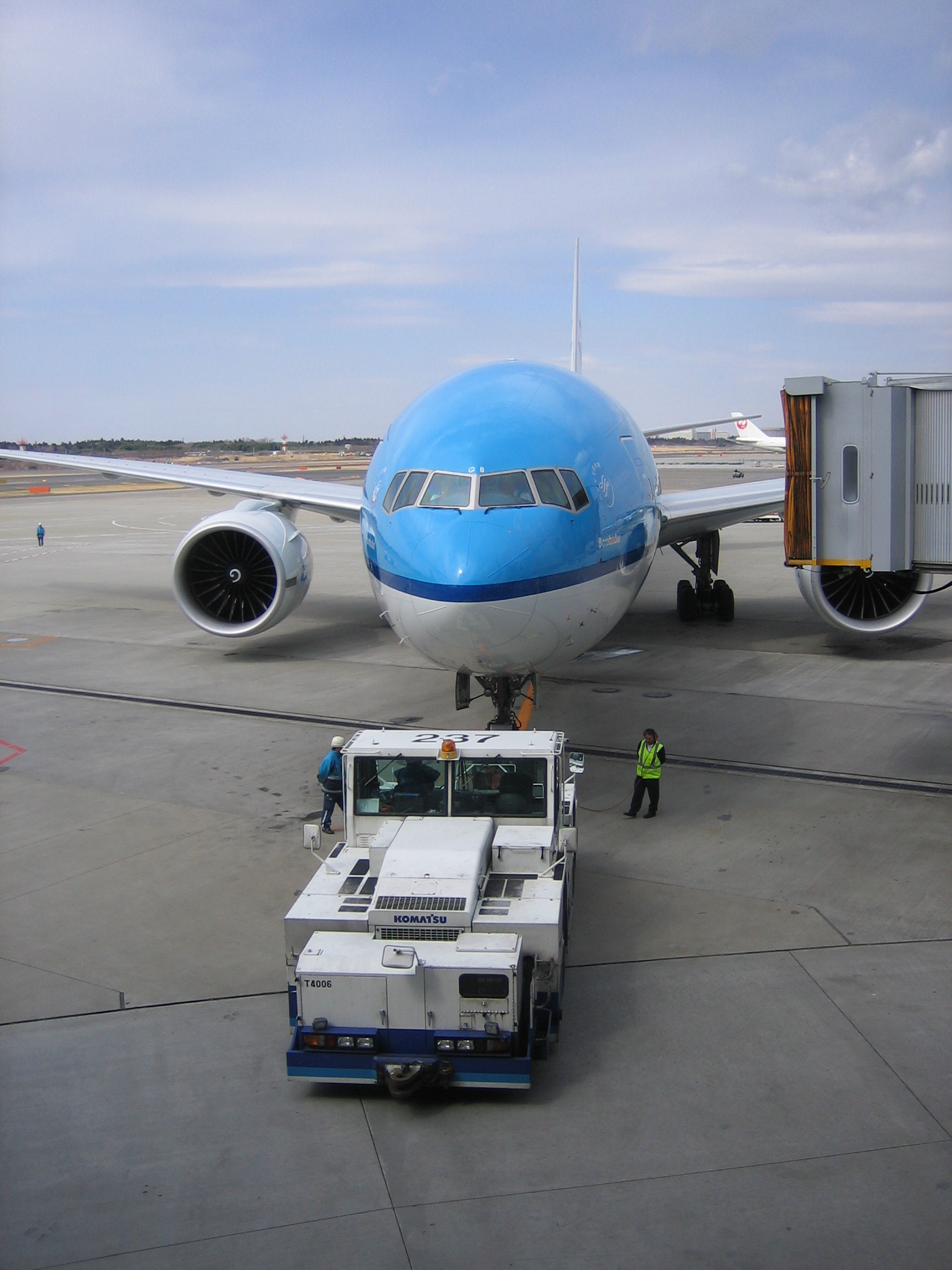
Tractor de remolque efectuando el push-back de un Boeing 777

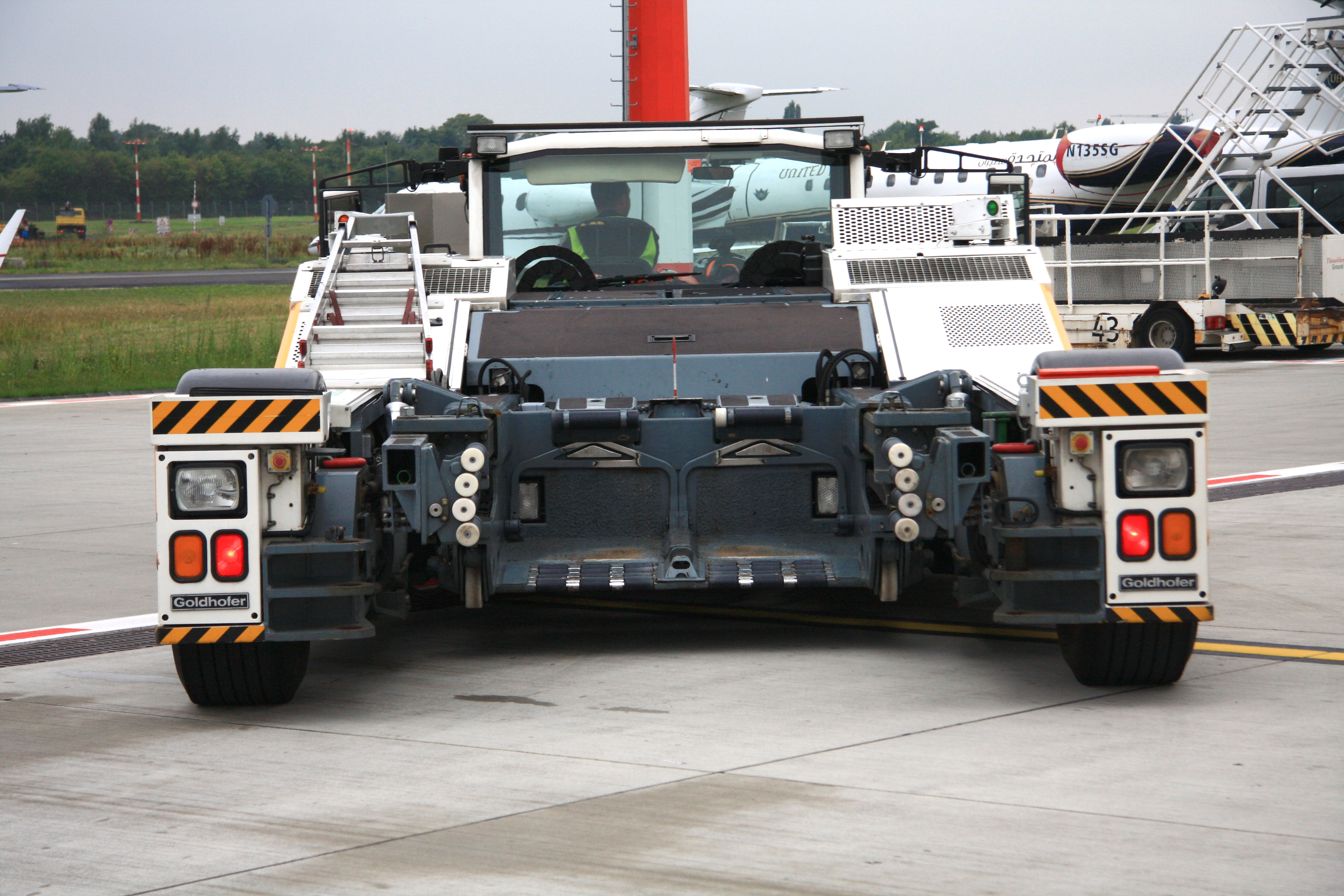
Tractor de remolque sin towbar

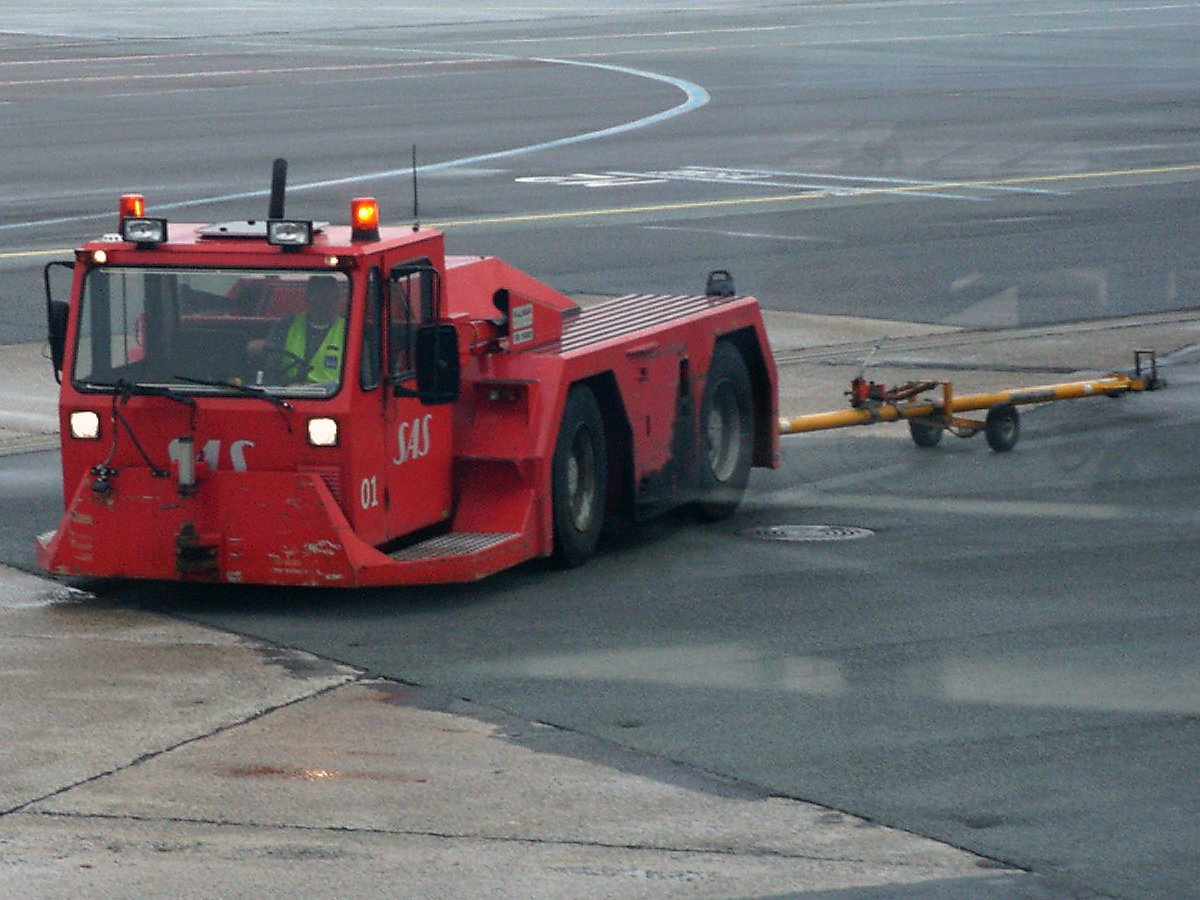
Tractor de remolque y towbar

El push-back es el procedimiento mediante el cual se remolca un avión desde la puerta de embarque hasta la calle de rodaje. Lo efectúa un vehículo, comúnmente nombrado tractor de remolque o tractor de arrastre, que se une al avión mediante una barra denominada towbar.
El push-back se utiliza cuando no existe espacio suficiente para que el avión pueda efectuar la maniobra por sus propios medios. Aunque los aviones puedan utilizar el empuje inverso para efectuar el movimiento de marcha atrás, este proceso no suele efectuarse debido a las serias consecuencias que esto podría traer, como resultado del fuerte impulso de los motores. Este impulso podría causar proyección de escorias y de otros detritos tanto a la aeronave como a las personas, los equipamientos y los edificios. Este servicio también se usa como forma de minimizar el ruido y el derroche de combustible.